# Peter Lange-Müller
Peter Erasmus Lange-Müller (ur. 1 grudnia 1850 we Frederiksbergu, zm. 26 lutego 1926 w Kopenhadze) – duński kompozytor.

## Życiorys
Uczył się muzyki u Gottfreda Matthisona-Hansena, następnie studiował w konserwatorium w Kopenhadze. Rozpoczął też studia w zakresie nauk politycznych na Uniwersytecie Kopenhaskim. W 1874 roku został współzałożycielem Koncertforeningen i w latach 1879–1883 był jego dyrygentem. Ze względu na poważne problemy zdrowotne musiał przerwać studia i zrezygnować z wszelkiej działalności publicznej, poświęcając się wyłącznie komponowaniu. Po ślubie w 1892 roku osiadł w niewielkiej posiadłości niedaleko Rungsted, nie uczestnicząc w życiu muzycznym.
Odznaczony został krzyżem komandorskim Orderu Danebroga, Złotym Medalem Zasługi i krzyżem kawalerskim Orderu Gwiazdy Polarnej.

## Twórczość
Tworzył w stylu romantycznym, z widocznymi nawiązaniami do twórczości Brahmsa. Stworzył indywidualny język muzyczny, cechujący się późnoromantyczną harmoniką i eksponowaniem strony brzmieniowej utworów. Zasłynął przede wszystkim jako twórca pieśni.
Skomponował m.in. 2 symfonie (I 1879–1881, II 1889), suity orkiestrowe Alhambra (1875) i Weyerburg (1894), Koncert skrzypcowy (1904), opery Tove (wyst. Kopenhaga 1878), Spanske studenter (wyst. Kopenhaga 1883), Fru Jeanna (wyst. Kopenhaga 1891) i Vikingeblod (wyst. Kopenhaga 1900), szereg utworów kameralnych oraz muzykę do licznych sztuk scenicznych.